# Balabacdwerghert
Het Balabacdwerghert (Tragulus nigricans) is een dwerghert dat alleen voorkomt op de Filipijnen.

## Kenmerken
De rug van deze soort is donker van kleur. De nek is zwart gemengd met grijsbruin. 

## Leefwijze
Het dier leeft in bos- en struikgebieden. Dit dwerghert komt lokaal algemeen voor, ondanks dat er veel op gejaagd wordt.

## Verspreiding
Deze soort komt voor op Balabac, een eiland in het zuidwesten van de Filipijnen. De soort is ook ingevoerd op Palawan en omliggende eilanden, maar het is onduidelijk of die populaties nog bestaan. Het dier leeft ook op kleine eilandjes bij Balabac, zoals Bugsuk en Ramos. 

## Verwantschap
Hoewel deze soort meestal als een ondersoort van de grote kantjil (Tragulus napu) wordt gezien, is het volgens Groves & Meijaard (2004) een aparte soort. Deze soort is namelijk veel kleiner dan de grote kantjil, maar wat groter dan de kleine kantjil (Tragulus kanchil). 